# Битва при Левктрах
Би́тва при Ле́вктрах — сражение между фиванцами и их беотийскими союзниками во главе с беотархом Эпаминондом, с одной стороны, и спартанцами и их союзниками во главе с царём Клеомбротом, с другой. Произошло 6 июля 371 до н. э. в ходе Беотийской войны. Сражение произошло у города Левктры в Беотии (Центральная Греция), в 11 километрах от Фив и закончилось победой фиванцев.

## Обстоятельства, предшествовавшие битве
Афиняне с союзниками (в том числе фиванцы) вели войну с лакедемонянами. На беотийском театре военных действий лакедемоняне в течение 2 лет подряд не смогли вторгнуться в Беотию. В результате фиванцы покорили беотийские города и начали ходить походами на фокейцев. Так как фиванцы шли походами и покоряли дружественные Афинам города, то отношения между Афинами и Фивами становились всё более напряженными.
Афины послали послов в Лакедемон для заключения мира. В результате «…лакедемоняне приняли постановление согласиться на мир, по которому стороны обязались вывести из союзных городов гармостов, распустить сухопутные и морские силы и предоставить автономию всем городам».
Так как Фивы отказались подписывать мир на этих условиях (что подразумевало автономию беотийских городов), то «…все прочие заключили между собой мир, и только с фиванцами оставались враждебные отношения. Среди афинян господствовало убеждение, что теперь можно надеяться, что с имущества фиванцев, согласно старинному постановлению, будет отчислена десятая часть в пользу богов» (то есть Фивы будут разрушены и преданы разграблению, а Фиванские граждане проданы в рабство).
Гарнизоны и гармосты были выведены. Народное собрание Спарты «…отправило к Клеомброту гонцов с предписанием не распускать войска (по просьбам фокейцев стоящие в Фокиде для защиты от фиванцев), а вести его немедленно против фиванцев, если они не согласятся на автономию беотийских городов…». В результате Клеомброт проник в Беотию (обойдя основное фиванское войско), завладел крепостью Кревсия и расположился лагерем близ Левктр (со стороны города). Позже подошли фиванцы/беотийцы и расположились лагерем напротив.
Клеомброта обвиняли в том, что он доброжелатель фиванцев. Услышав об этом, Клеомброт пришёл в ярость и решил вступить в бой. По Диодору Сицилийскому союзники лакедемонян, отправляясь в этот поход, не ожидали, что произойдёт битва.
Командующие фиванцев принимали в соображение то, что, если они не дадут бой, то окрестные города отпадут от Фив, и Фивы будут взяты в осаду. Если же фиванский народ будет вынужден голодать, то он может выступить против правительства. Кроме того, многие из них уже прежде были в изгнании и считали, что лучше пасть в бою, чем снова стать изгнанниками.
По Диодору Сицилийскому, Плутарху и Павсанию среди фиванских беотархов возникли разногласия и голоса поделились поровну: трое из них хотели приготовиться к осаде, другие 3 — немедленно выступить и дать битву. Но подошедший позже седьмой беотарх (Бранхиллид) решил исход дела в пользу битвы.
Кроме того, фиванцами были получены хорошие предзнаменования и предсказание (ряд современников, античных а также современных нам историков считают, что предзнаменования были сфабрикованы Эпаминондом).

## Античные источники
Всего до нас дошло 4 античных источника с описанием битвы при Левктрах
Основной источник:
1) Ксенофонт, Греческая история, Книга 6. Ксенофонт, гл.4. — современник битвы, афинянин, профессиональный военный, стратег. Писал продолжение Греческой истории после Фукидида. Единственный близкий к первоисточникам (свидетельства и т. п.) труд по рассматриваемому вопросу. Имел опыт боя с углублённым строем фиванцев.
Другие античные источники:
2) Диодор, Библиотека истории, 15-(45-56). Римский историк (сицилиец, писал примерно через 300 лет после битвы)
Источники не указаны, часть текста совпадает с Ксенофонтом, часть — из неизвестных источников.
В этой части трудов Диодора присутствуют существенные противоречия и ошибки (со временем появления Ясона, перемирием перед битвой, а не после, объединение лакедемонских армий до, а не после битвы, дальнейшие действия Ясона и т. п.).
3) Плутарх — беотиец, знаменитый литератор, философ. Жил примерно 45-127 гг. н. э. (то есть писал примерно через 450 лет после битвы). Битва описана в «Пелопиде» (Плутарх, Сравнительные жизнеописания, Пелопид и Марцелл 20-23), сама битва — 23. Источников по отношению к битве не названо. Ряд источников полагает, что в некоторых частях Пелопида его источником мог быть Каллисфен (Callisthenes). Подтвердить чем-либо использование Плутархом в описании битвы материалов, близких к первоисточникам и отличным от Ксенофонта не удаётся. Ссылок на какие бы то ни было источники по битве у Левктр у Плутарха нет.
4) существует также описание битвы (и частично предшествующих событий) у литератора/путешественника Павсания (Павсаний, Описание Эллады, Книга IX Беотия, XIII), в части, посвящённой Эпаминонду и являющаяся фиванской версией для путешественника, существовавшей через 540 лет после битвы (отличается от описания Плутарха).
События при Левктрах принято восстанавливать, компонируя данные из этих источников. Обычно сводятся вместе отрывок от Ксенофонта и Плутарха, учитывая определённые несоответствия у Диодора (за которые он подвергается резкой критике), из него иногда берут только численность фиванских войск. Павсания же используют крайне редко. При этом сводятся вместе данные из Ксенофонта и художественной литературы (Плутарх).
Подобный подход объясняется предполагаемым отсутствием у Ксенофонта непосредственно фиванских источников и обвинением части исследователей Ксенофонта в пристрастии к лакедемонянам. Другая часть исследователей отмечает, что Ксенофонт «писал, фактически, как критик Спарты, а не как её пропагандист».
Современное научное сообщество (результат научной конференции о Ксенофонте) утверждает, что «ЛП (лакедемонская политика), как Анабазис и История, содержит сбалансированный аналитический взгляд на Спарту и Спартанцев».

## Силы сторон

### Данные в античных источниках
Ксенофонт — нет полных данных.
- Лакедемоняне — 4 моры граждан (около 2300[21]-2400, из них около 700 спартиатов) с «соответственным числом союзников»[6][22];
- Фиванцы/беотийцы — неизвестно.

Диодор
- Лакедемоняне — точное число не известно.
- Диодор смешивает две армии лакедемонян (Клеомброта и Архидама, которого по Ксенофонту послали после сражения для эвакуации потерпевших поражение лакедемонян). После этого соединения лакедемоняне получили существенное численное преимущество над фиванцами[23]. Если отбросить хронологические ошибки Диодора, то численность лакедемонян по сравнению с фиванцами неизвестна. По Диодору, армией командовал Архидам, а не Клеомброт[24].
- Фиванцы — окончательной цифры нет, складываются из разных частей. Всего по Диодору у фиванцев было примерно 8500 гоплитов: 6000(Фивы) + 1000(7-й беотрарх)[25][26] + 1500(Ясон Ферский).

Плутарх
- Лакедемоняне — 10'000 гоплитов и 500 всадников[27]. Источники Плутарха неизвестны[26].
- Фиванцы/беотийцы — неизвестно.

### Выводы по численности армий
Численность и соотношение армий не может быть установлена с достаточной точностью. Ни в одном источнике (не считая современных историков) нет данных по численности сразу двух сторон.
Современные авторы также расходятся во мнениях по этому вопросу. Часть принимает, что лакедемоняне вместе с союзниками (которые не участвовали в битве) имели численный перевес (2-3 (тысячи)), часть же считает, что для этого «нет никаких оснований».
Данные по Плутарху относятся только к лакедемонянам с союзниками, источники неизвестны.
Данные по Диодору относятся к фиванцам и слагаются из разных компонент. К примеру, Делбрюк, который считал численность фиванцев/беотийцев (и их потери) Диодором явно заниженной, высказался относительно данных Диодора весьма резко — «…мы не можем придавать цену его цифровым данным.».
Ясные данные Ксенофонта (в пределах 2300—2400) относятся только к лакедемонянам.

### Силы сторон, непосредственно участвующие в битве
- Лакедемоняне — гоплиты — 2300—2400, столько же союзников — сколько из них гоплитов неизвестно, конница — неизвестно (количественно и качественно слабее фиванцев/беотийцев, предположительно около 200[21] (англ.))
- Фиванцы/беотийцы — гоплиты — точно неизвестно, принимая построение (о характере которого до сих пор спорят исследователи), возможно равенство: по фронту столкновения — 8 шеренг против 12 шеренг, на левом фланге 48 рядов, священный отряд из 300 человек и 300 лучших людей союзников, против 12 рядов. Конница — неизвестно, но сильнее и больше лакедемонской.

## Ход битвы
До сих пор историкам не удаётся достаточно полно восстановить ход битвы. Обычно исследователи рассматривают лишь часть события, оставляя без внимания другие моменты и их взаимное влияние. «Комбинированная» версия, основанная на Ксенофонте и современном понимании Плутарха (напр. John Buckler, J.K.Anderson, Peter Krentz и т. д.) выглядит следующим образом:
Бой происходил только между лакедемонянами (до 2400 гоплитов и до 200 всадников) и фиванцами/беотийцами (число гоплитов неизвестно, кавалерия сильнее и больше лакедемонской). Лакедемоняне были выстроены в 12 рядов в глубину, в 4 морах, ширина фронта чуть менее 200 рядов. Фиванцы/беотийцы, принимавшие участие в битве, были выстроены напротив лакедемонян глубиной в 50 рядов (ширина фронта неизвестна). В это ударное соединение (эмбалон) предположительно входили священный отряд и лучшие люди союзников — всего 600 человек.

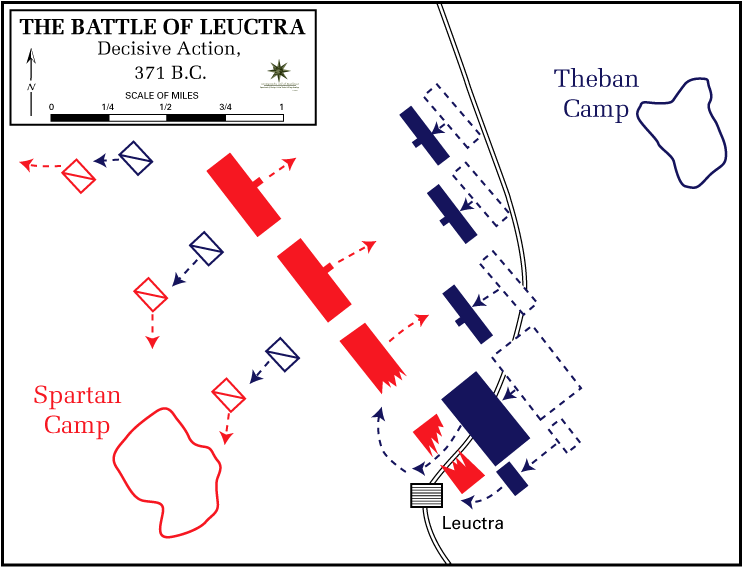
Карта второго этапа боя

Перед гоплитами с обеих сторон была выставлена конница. Перед началом атаки пехоты произошёл короткий бой конницы, в котором фиванская конница разбила лакедемонскую. Собственно это и предрешило исход битвы, — при отступлении лакедемонская конница врезалась в ряды своих гоплитов, после чего на смятые ряды лакедемонской фаланги напал отряд Пелопида, а за ним — остальные силы эмбалона. В начале боя был ранен спартанский царь Клеомброт. Лакедемонянам удалось оттеснить фиванцев и живым унести Клеомброта с поля боя. Однако спартанский царь умер от ран, вернулись «на щитах», то есть были убиты, и другие спартанские военачальники. В результате упорного боя фиванцы опрокинули лакедемонян и оттеснили к их лагерю, перед которым, в свою очередь, были остановлены.
Потери лакедемонян составили около 1000 человек, из них около 400 — спартанцев.

### Ход битвы (описание в античных источниках)
По Ксенофонту (современник, только сама битва, без деталей и т. п.):
После завтрака Клеомброт созвал последний военный совет; в полдень все подвыпили, полагая, что вино возбуждает отвагу. Затем воины — и спартанские, и беотийские — облачились в боевое снаряжение, и стало ясно, что сейчас начнется битва. Заметив это, маркитанты, кое-кто из обозных и те, которые не желали сражаться, стали удаляться из беотийского войска; но наёмники, предводимые Иероном, фокейские пельтасты и из числа всадников гераклейские и флиунтские напали на уходящих, заставили их повернуть тыл и бежать обратно к беотийскому войску; таким образом, благодаря им беотийское войско стало гораздо более многочисленным и сплоченным, чем прежде. Так как оба войска были отделены друг от друга равниной, лакедемоняне выставили перед строем конницу; то же сделали и фиванцы. …(вырезано описание конницы) Пехота же у лакедемонян, как передавали, была выстроена так, что от каждой эномотии находилось по три человека в ряду, следовательно, в глубину лакедемонское войско имело не больше двенадцати рядов. Строй фиванцев был тесно сомкнут и имел в глубину не менее пятидесяти щитов, так как они полагали, что, если они победят часть войска, собравшуюся вокруг царя, одолеть остальную часть войска уже будет нетрудно. Как только Клеомброт повел войско в атаку, прежде даже чем его войско узнало о переходе в наступление, произошёл конный бой, и через самое короткое время лакедемонская конница была разбита. При отступлении она врезалась в ряды своих же гоплитов, а вслед за ними налетела и фиванская пехота. Первоначально верх взяло все же войско Клеомброта. Несомненным доказательством этого может служить то, что лакедемоняне оказались в состоянии подобрать Клеомброта и живым унести с поля битвы; это было бы невозможно, если бы сражавшиеся впереди него в этот момент не одерживали верх. Однако, после того как были сражены сам полемарх Динон, царский сотрапезник Сфодрий с сыном Клеонимом и так называемые конюшие и спутники полемарха, — войско, не выдержав натиска массы врагов, стало отступать; дрогнули и те, которые были на левом фланге лакедемонян, заметив, что враг теснит правый фланг. Но, несмотря на огромный урон и поражение, лакедемоняне, перейдя назад через ров, оказавшийся пред их лагерем, удержали отступление и остановились на тех самых пунктах, откуда начали наступать (лагерь их был сооружён на не совсем ровном месте, у склона горы). Тогда некоторые из лакедемонян, считая, что нельзя примириться с поражением, говорили, что необходимо помешать врагу поставить трофеи и что не следует просить перемирия для уборки трупов, а надо пытаться завладеть ими с боя. Однако же полемархи видели, что весь урон лакедемонян достигает тысячи человек, что из спартиатов, которых всего было в бою около семисот, пало приблизительно четыреста; они замечали также, что союзники крайне не расположены к сражению, а кое-кто из них даже злорадствует. Поэтому они собрали наиболее влиятельных людей и стали совещаться, как быть. Единогласно было постановлено просить перемирия для уборки трупов, и затем был послан вестник с предложением перемирия. После этого фиванцы поставили трофеи и согласились на перемирие для уборки трупов. 
По Диодору (прим. 300 лет спустя — не официальный, литературно не обработанный перевод):
Со стороны лакедемонян командирами крыла были выставлены потомки Геракла, царь Клеомброт и Архидам, сын царя Агесилая, в то время как со стороны беотийцев Эпаминонд, заняв необычную позицию, получил возможность благодаря собственной стратегии достигнуть выдающейся победы. Он выбрал из всей армии отважнейших мужей и поставил их на одном крыле, намереваясь лично закончить с ними дело. Слабейших он расположил на другом крыле, и велел им уклониться от битвы и понемногу ретироваться во время атаки неприятеля. Итак, расставив свою фалангу в косое построение, он планировал достичь исхода битвы при помощи элитного крыла. Когда с обеих сторон прозвучали трубы и армии одновременно с первой атакой издали боевой клич, лакедемоняне своими фалангами атаковали оба крыла в построении полумесяца, в то время как беотийцы отступили на одном крыле, но на втором напали на противника ускоренным маршем. Когда они встретились в рукопашном бою, сначала оба пылко сражались, и был достигнуто равновесие, вскоре, однако, люди Эпаминонда начали получать преимущество от своей смелости и от плотности своих линий, и многие пелопоннесцы начали гибнуть. Их нельзя упрекнуть в недостатке мужества: сражаясь с элитным корпусом, все павшие сопротивлялись, и раненые получили раны спереди. Пока царь лакедемонян Клеомброт был жив, с ним были многие товарищи по оружию, которые были готовы умереть в его защиту, было не ясно, на чью сторону склонятся весы победы, но потом, несмотря на то, что он ускользнул от опасности, он не смог сломить своего противника, и погиб, оказывая героический отпор, от множества ран, тогда, когда массы людей толпились вокруг его тела, где навалилась большая гора трупов.
Там было некому командовать крылом и массивная колонна, возглавляемая Эпаминондом сломила (преодолела) лакедемонян, и сначала благодаря силе прогнула линии противника, в конце концов слегка отступила в это время, тем не менее, лакедемоняне, храбро сражаясь за своего царя, завладели его телом, но были недостаточно сильны для того, чтобы достигнуть победы. Элитный корпус превзошёл их в подвиге храбрости и героизм и убеждение Эпаминонда чрезвычайно (значительно) способствовали их отваге, лакедемоняне с огромной (большой) сложностью были оттеснены, сначала, пока отдавали землю, они не сломили свой строй, но в конце концов, так как многие пали и командир, который их объединял, умер, армия повернула и обратилась в беспорядочное бегство. Корпус Эпаминонда преследовал бегущих, убил многих, кто им сопротивлялся, и выиграл для себя самую славную победу. Так как они встретились с храбрейшими из греков и с малыми силами и чудесным образом превзошли во много раз их числом, они завоевали репутацию великих храбрецов. Самые высокие похвалы были предоставлены стратегу Эпаминонду, который главным образом собственной храбростью и собственной прозорливостью командира поверг в бою тех, кто считался в Греции первым и непобедимым. Более 400 лакедемонян пало в битве, но только около 300 беотийцев. По окончании битвы они заключили перемирие и позволили забрать тела и увезти в Пелопоннес .
По Плутарху (прим. 450 лет спустя, перевод С. П. Маркиша, обработан С. С. Аверинцевым, John Buckler и Hans Beck переводят иначе):
Когда битва началась, Эпаминонд вытянул своё левое крыло по косой линии, чтобы как можно больше оторвать от остальных греков правое крыло спартанцев и погнать Клеомброта, разом нанеся ему сокрушительный удар с фланга. Противник, разгадав его замысел, начал перестраивать свой боевой порядок, развертывая и загибая правое крыло в намерении превосходящими силами окружить и запереть Эпаминонда, но в этот миг триста воинов Пелопида рванулись вперед, на бегу сплачивая ряды, и прежде чем Клеомброт успел растянуть крыло или, вернувшись в первоначальное положение, сомкнуть строй, напали на спартанцев, ещё находившихся в движении и приведённых в замешательство собственными перемещениями (перевод Баклера — «рванулся вперёд со своей позиции и вместе со своим отрядом 300 подбежал до того, как Спартанцы смогли закончить свои манёвры»). Известно, что лакедемоняне, непревзойденные мастера и знатоки военного искусства, прежде всего старались приучить себя не теряться и не страшиться, если строй оказывается расторгнутым, но, где бы ни застигла каждого опасность, одновременно и восстанавливать порядок и отражать врага, используя поддержку всех товарищей позади и с обеих сторон. Однако в тот раз главные силы фиванцев, которые, под командованием Эпаминонда, минуя прочих, устремились прямо на них, и Пелопид, с непостижимою уму стремительностью и дерзостью завязавший бой, настолько поколебали их умение и уверенность в себе, что началось бегство и резня, каких спартанцы ещё никогда не видывали. Вот почему, не будучи беотархом и командуя лишь малою частью войска, Пелопид стяжал этой победой такую же славу, как Эпаминонд — беотарх и главнокомандующий .
Существуют большие сложности с переводом Плутарха в том, что именно он имел в виду, используя различные слова и их построения (англ.). Часть текста Баклером переводится и трактуется не так, как приведено выше. Также предполагается, что отряд Пеллопида был той пехотой, которая налетела на смятые ряды лакедемонян после боя конницы (по Ксенофонту) (англ.).
Отношение к Пелопиду Плутарха варьируется от «большого признания Андерсеном и Кавквелом», признанием (в своей трактовке/переводе, отличной от приведённой выше) как хорошее дополнение к Ксенофонту до категорического «совершенно невозможно» (например, Wolter, 1926, стр. 306, Хансон в 1998 и 1999) и «знаменитым военным историком Дельбрюком»:
«Сообщение Плутарха (Пелопид, гл. 23), что Эпаминонд со своей стороны пытался сперва обойти спартанцев и ударить им во фланг, следует отбросить как ни с чем несообразную нелепость. Подобным маневром Эпаминонд совершенно разорвал бы свой и без того укороченный фронт. Глубокая колонна, как он её построил, могла иметь своим предназначением только прорыв фронта, а никак не охват неприятельского фланга. Этот пример лучше всего показывает нам, как мало заслуживает внимания все плутарховское описание данного сражения.»

### Причины поражения лакедемонян
Различные историки по-разному интерпретируют доступные источники и причины поражения лакедемонян. Анализируя свидетельства Ксенофонта, Диодора и Павсания можно предположить, что прямой причиной поражения стала полная потеря командного состава. Причины же этой потери трактуются различно (рассматривая Ксенофонта, обычно выделяется действия конницы, чего нет у Диодора).
По Плутарху, причиной является атака Пелопида во фланг лакедемонской армии (Плутарх — единственный из древних источников, кто упоминает Пелопида при описании битвы при Левктрах, однако о том, что Пелопид был при Левктрах писал до Плутарха Корнелий Непот « возглавлял тот отборный отряд, который первым опрокинул лаконскую фалангу»). Историки не сошлись во мнении, где именно находился Пелопид (в хвосте колонны по Рюстову и Кёхли, в начале по Делбрюку и Вольтеру, или сбоку — на фланге, как у некоторых других авторов). Тот же Делбрюк, как и ряд некоторых других исследователей считает, — что Пелопид находился в начале колонны, а его манёвр ничего не достигал. По мнению некоторых других исследователей, Пелопид мог помешать лакедемонянам сомкнуть ряды после отступления лакедемонской конницы (англ.).

### Потери сторон
Лакедемоняне — около 1000 человек, из них около 400 спартиатов
Союзники лакедемонян — есть упоминание у Павсания о том, что среди них не было потерь.
Фиванцы/беотийцы — неизвестно. По Диодору — около 300, хотя цифры признаются нереальными.

## Результаты сражения
Лакедемоняне потеряли свою репутацию непобедимых в битве гоплитов, но непосредственный эффект был невелик. После битвы удача могла отвернуться от фиванцев. Основная потеря была психологической, — 90% армии лакедемонян и их союзников сохранились и вернулось в Пелопоннес.
Однако через некоторое время после поражения лакедемонян от них стали откалываться союзники и переходить на сторону фиванцев, что сделало в следующем году возможным нападение объединённых армий противников Спарты во главе с Эпаминондом на Лаконию. Эта битва фактически привела к утрате Спартой своих позиций, которые никогда уже не были восстановлены и временному (около 9 лет) относительному господству фиванцев на суше.
Одновременно деятельность и усиление Фив после этой битвы привело к их разрыву с Афинами и сближению Афин со Спартой.

## Мифы о Левктрах — обычные заблуждения
Тактические новинки:
В части современной литературы принято считать, что в битве при Левктрах Эпаминонд разработал и применил ряд оперативных и тактических новинок. Однако практически все они уже применялись задолго до Левктр и Эпаминонда.
Обычно ошибочно называют новинками следующее:
1. глубокое построение — постоянно применялось фиванцами, судя по всему, было обычным для фиванцев.
2. усиление левого (а не правого) фланга элитными частями, при сверхглубоком построении, — применялось ещё афинянами против персов в 490 г. до н. э. при Марафоне, и персами при Платеях в 479 г. до н. э.[41]. (При Марафоне афинский стратег Мильтиад усилил оба фланга своей армии) Применялось оно также против лакедемонян и было подсказано персам фиванцами.

## Битвы лакедемонян с беотийцами
1. Битва при Коронее. Во второй части лакедемонская фаланга билась с углублённым строем фиванцев (прямое боестолкновение готовых противников) — победа лакедемонян («Кончилась она тем, что лишь некоторым из фиванцев удалось прорваться в Геликон, а большинство отступили и пали»[42]).
2. Битва при Левктрах (атака фиванцев на разомкнутую лакедемонскую фалангу) — победа фиванцев
3. Битва при Мантинее (нападение фиванцев на предположительно неразвернутую фалангу лакедемонян) — отсутствие победителя. Победа фиванцев на левом фланге и их поражение (пельтастов и т. д.) на правом фланге (против союзных тогда спартанцам афинян), гибель Эпаминонда и общая «ничья» («…случилось так, что обе стороны, как победители, поставили трофей и ни те, ни другие не в силах были воспрепятствовать противникам сделать это; обе стороны, как победители, выдали противникам трупы, заключив для этого перемирие, и обе же стороны, как побеждённые, согласились на это. Далее, обе стороны утверждали, что победили, и тем не менее ни одна из сторон не приобрела после этой битвы ни нового города, ни лишней территории или власти по сравнению с тем, что она имела до этого боя»[43]).

## Античные источники
- Diodorus Siculus, The Library of History
- [lib.ru/POEEAST/PLUTARH/plutarkh4_8.txt Плутарх, Пелопид и Марцелл]
- Ксенофонт. Издание третье // Греческая История. — Санкт-Петербург: Алетейя, 2000.
- Павсаний. том II книга IX Беотия // Описание Эллады. — АСТ, Ладомир, 2002. — 496 с. — 5000 экз.

## Другие источники
- J.K. Anderson. Military Theory & Practice in the Age of Xenophon. — Berkeley: University of California Press, 1970.
- John Buckler and Hans Beck. Plutarh on Leuctra // Central Greece and the Politics of Power in the Fourth Century BC. — Cambridge University Press, 2008. — ISBN 978-0-521-83705-7.
- Christopher Tuplin (ed.). Xenophon and his World; Papers from a conference held in Liverpool in July 1999. — Мюнхен: Decker & Bokor, 2004. — ISBN 3-515-08392-8.
- Raphael Sealey. A History of the Greek City States: Ca. 700-338 B.C.. — USA: University of California Press, 1976.
- Victor Davis Hanson (ed.). Makers of Ancient Strategy: From the Persian Wars to the Fall of Rome. — USA: Princeton University Press, 2010. — ISBN 9780691137902.
- John V.A.Fine. The Ancient Greeks: A Critical History. — USA, 1983. — ISBN 0-674-03314-0.
- Дельбрюк Г. [militera.lib.ru/science/delbruck_h01/index.html История военного искусства в рамках политической истории. — T. 1. — Гл. 6. Эпаминонд]
- Корнелий Непот. О знаменитых иноземных полководцах, Пелопид

Также см:
- Геродот, История, Каллиопа.